# 장갑차
장갑차(裝甲車)는 탑승원의 보호를 위해 차체를 경장갑으로 덧씌우고 병력 수송이나 전투용으로 사용하는 군용 차량이다. 다른 기갑 전투 차량들보다 가벼운 편이며, 무한궤도형과 바퀴형이 있다. 보병과의 교전이 주 목적인 보병 전투차(IFV, infantry fighting vehicle)와 병력 수송에 중점을 둔 병력 수송 장갑차(APC, armored personnel carrier)로 나뉜다.

## 종류
- 경장갑차, 보병용장갑차, 대전차장갑차, 대공장갑차, 인원수송용장갑차, 정찰장갑차, 포병사격지휘용 장갑차, 상륙장갑차, 구난장갑차
- 무한궤도식장갑차, 타이어식장갑차, 반무한궤도식장갑차(뒷바퀴는 무한궤도식이고 앞바퀴는 타이어식)

## 갤러리

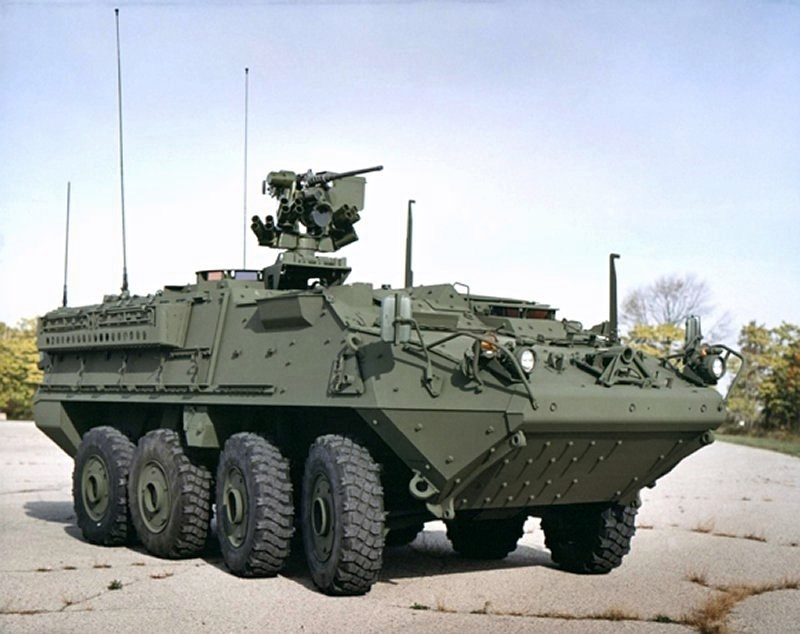
미국 육군 스트라이커 장갑차. 캐나다의 LAV III 장갑차를 바탕으로 했다.
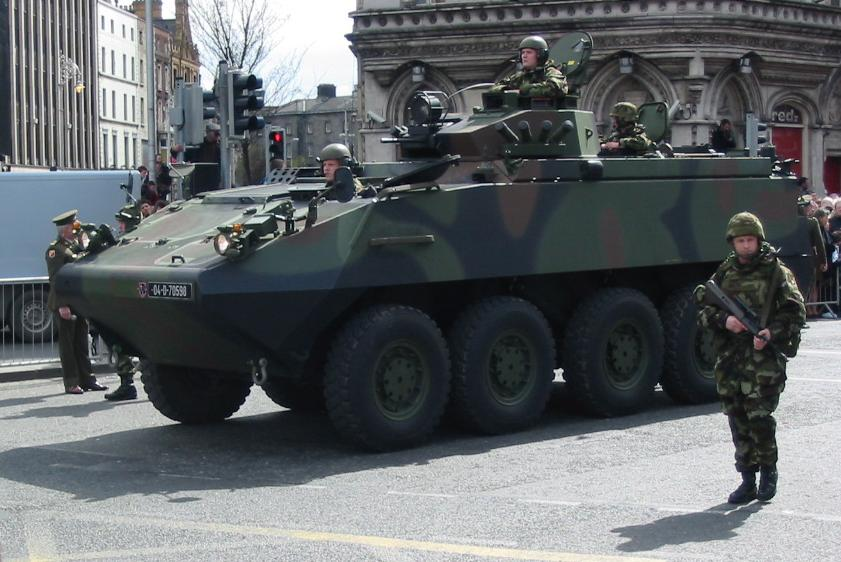
스위스의 MOWAG Piranha 장갑차. 사진은 아일랜드 육군.
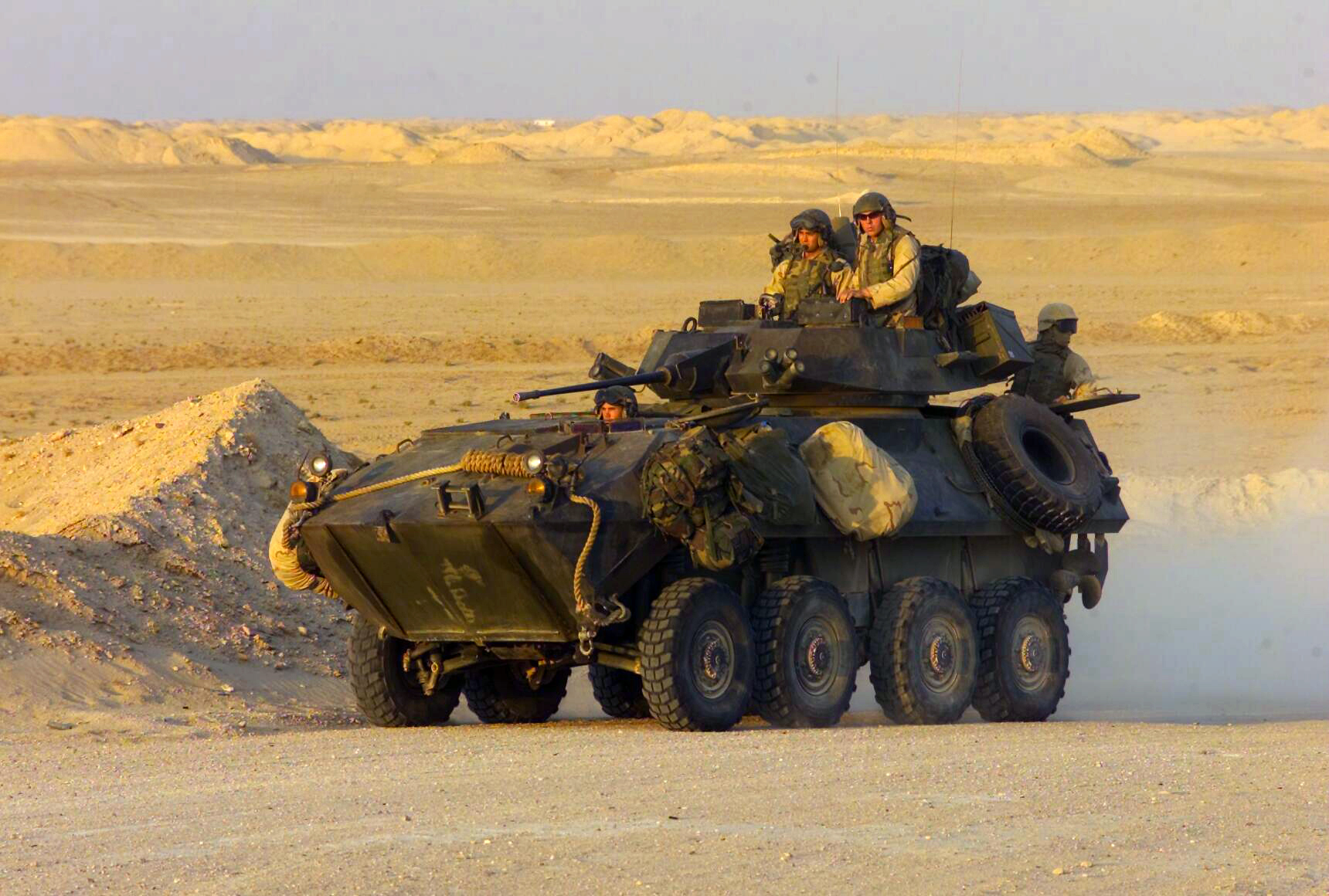
미육군과 미해병대의 LAV-25 장갑차
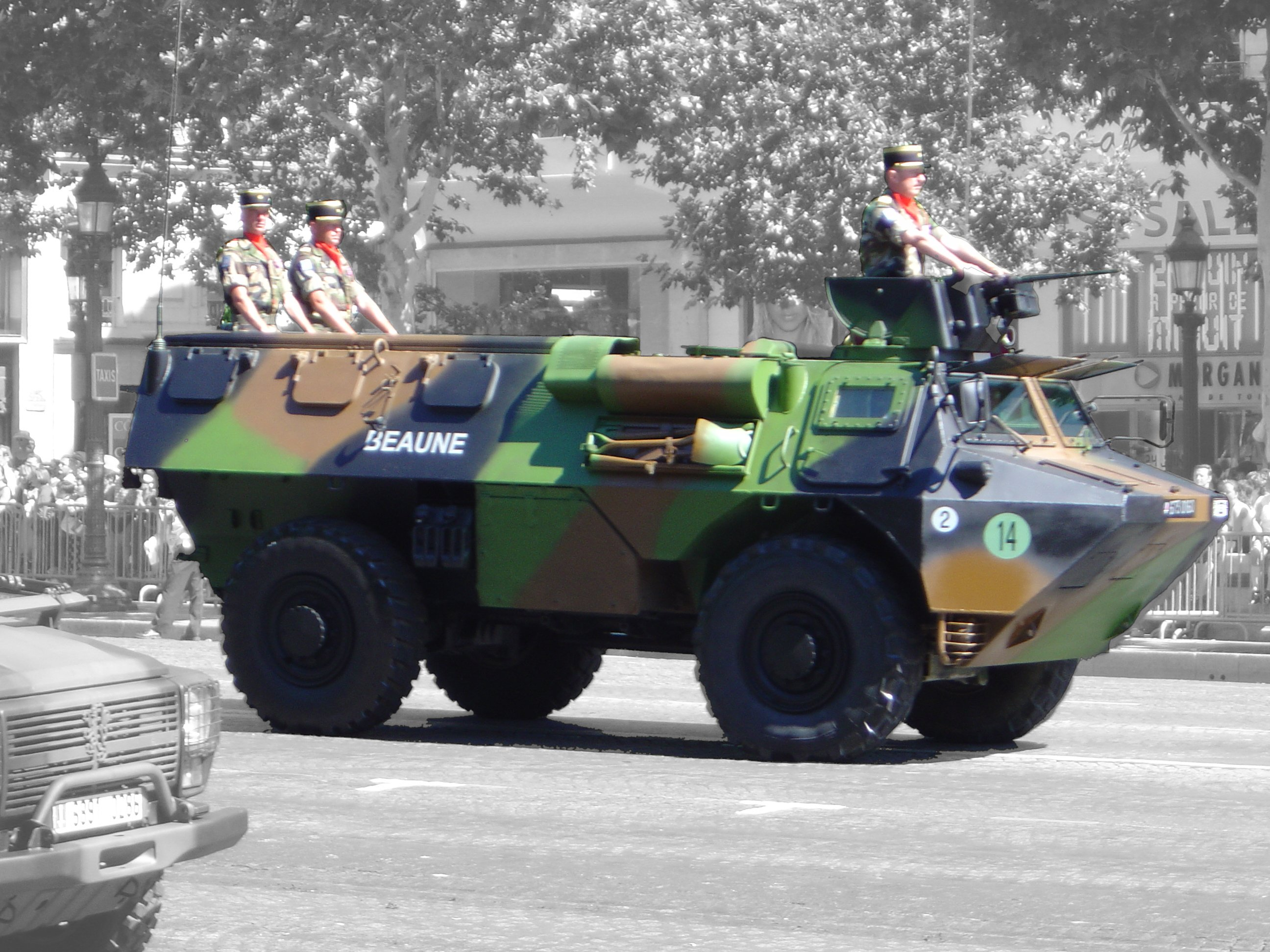
프랑스의 VAB 장갑차
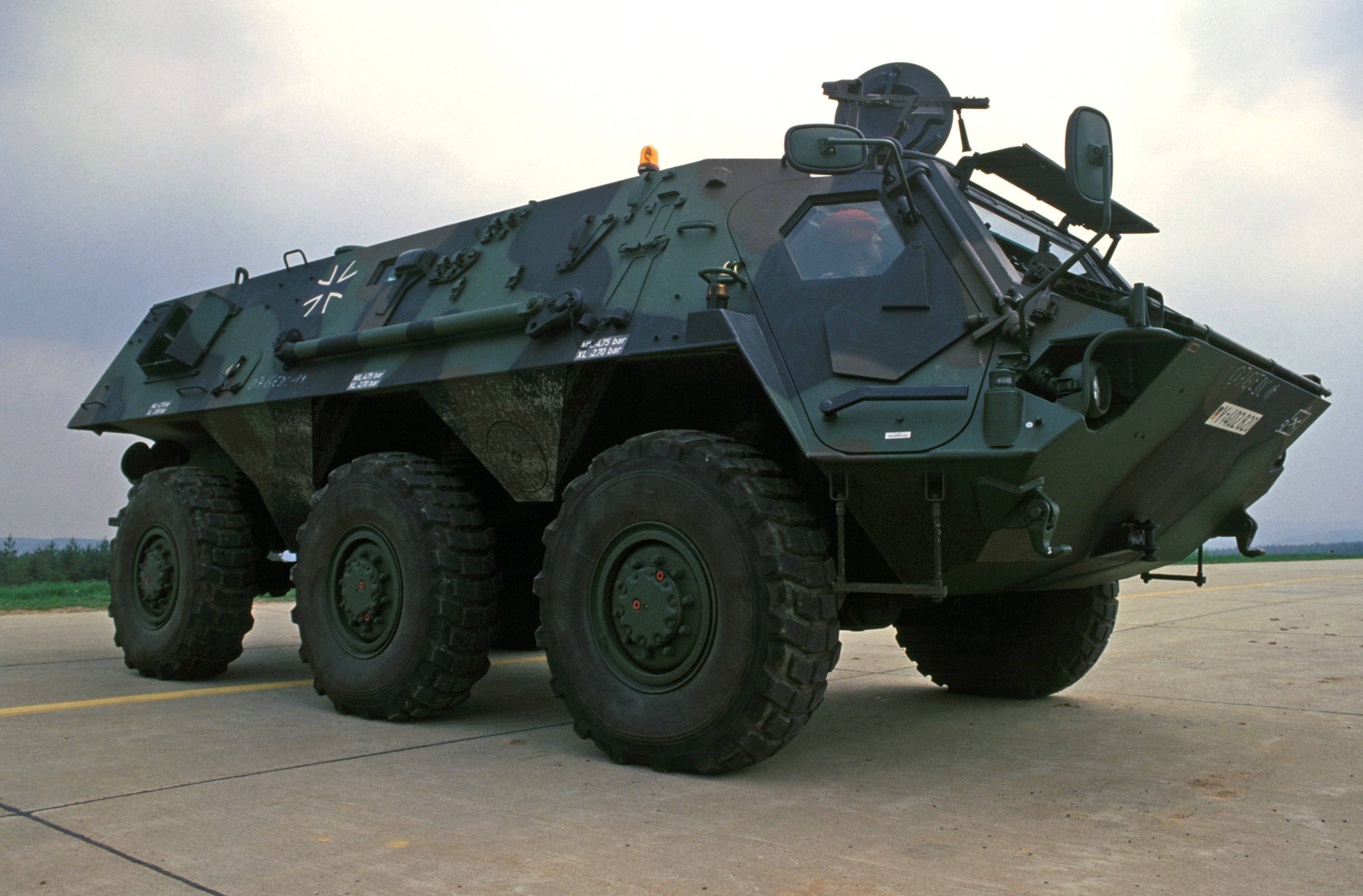
독일의 TPz Fuchs 장갑차
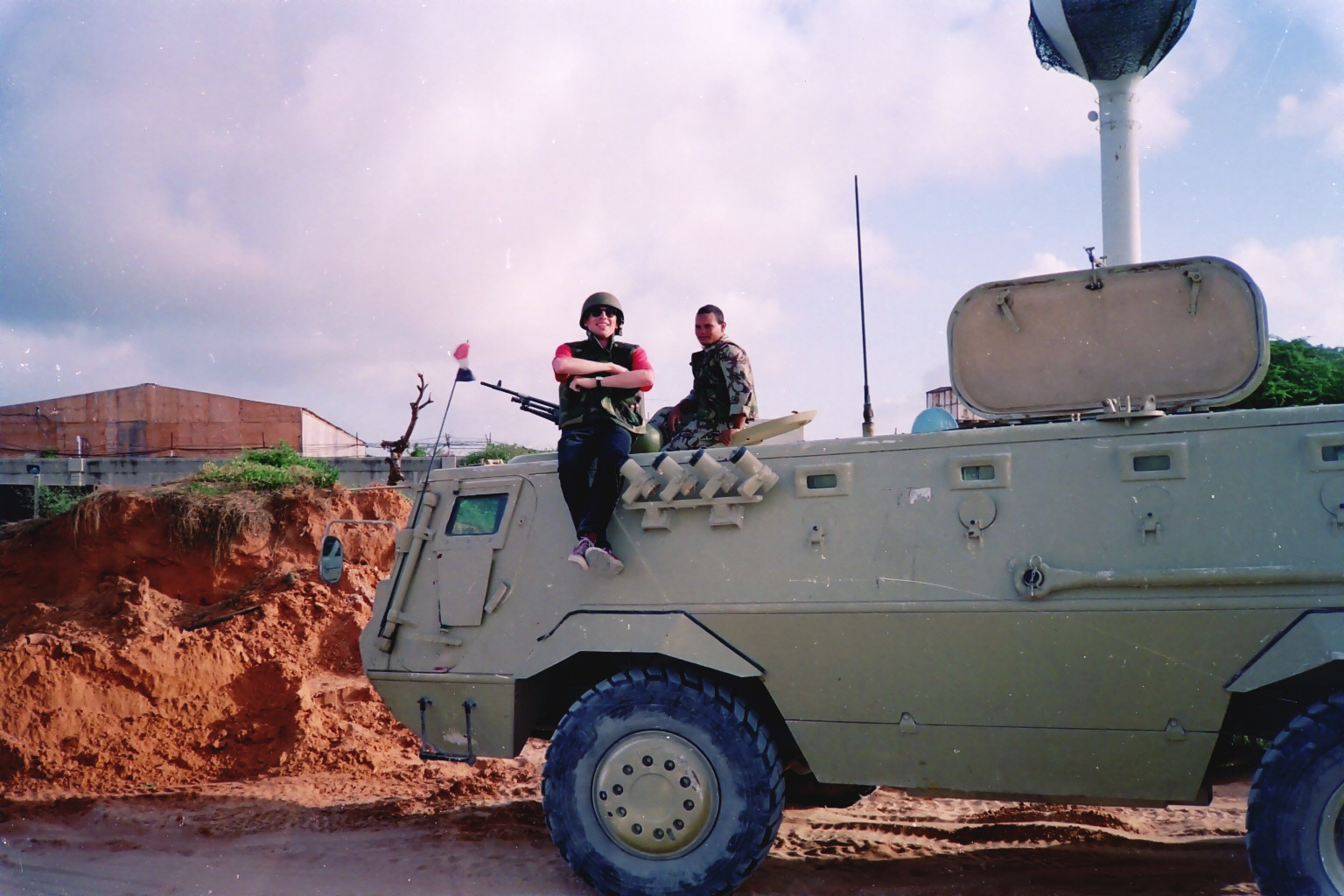
이집트의 Fahd 장갑차
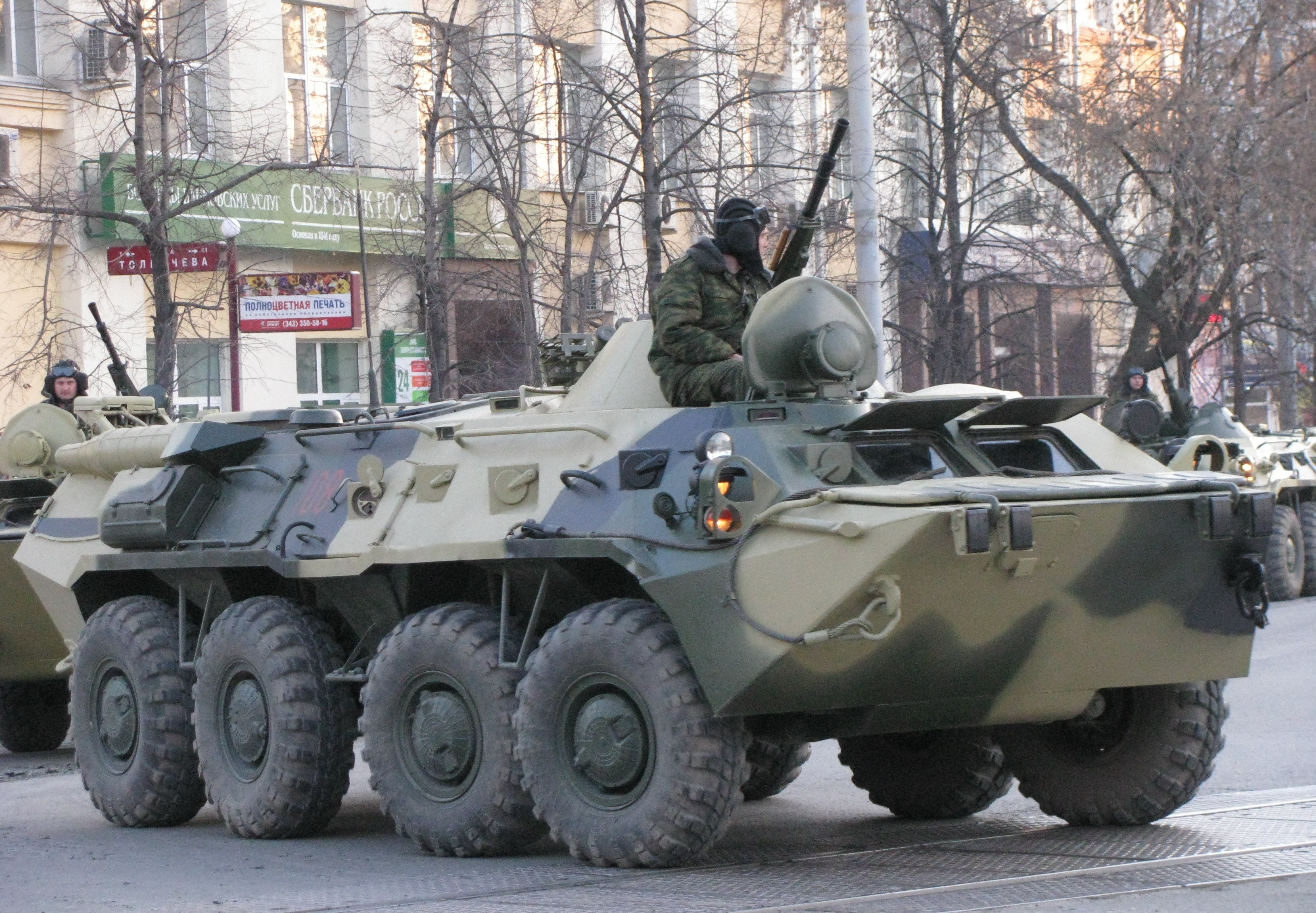
러시아의 BTR-80 장갑차

## 같이 보기
- 병력수송장갑차
- 건 트럭
- 준전차
- 테크니컬